# Grotesquerie (série télévisée)
Grotesquerie est une série télévisée d'horreur psychologique américaine co-écrite par Ryan Murphy, Jon Robin Baitz et Joe Baken, elle est diffusée depuis le 25 septembre 2024 sur FX et sur la plateforme de streaming Hulu.
En Belgique, la série est diffusée sur Star via Disney+ depuis le 23 octobre 2024 et à partir du 13 novembre 2024 en France.

## Synopsis
Loïs Tryon, une inspectrice quinquagénaire, enquête sur une série de crimes horribles dont certains sont mis en scène comme des tableaux de sacrifices religieux signés par un certain Grotesquerie et dont elle pense qu'ils lui sont adressés pour se moquer d'elle. Une jeune religieuse, sœur Megan, vient la trouver et l'assiste pour déchiffrer les énigmes qui semblent inspirées de la Bible. En parallèle, elle doit résoudre ses problèmes personnels et familiaux : son addiction à l'alcool, la consommation excessive de nourriture de sa fille Merritt ; son mari Marshall dans le coma, soigné par une infirmière qui lui reproche son manque d'attention. Ses enquêtes impactent sa vie privée et professionnelle. A plusieurs reprises, elle entend : "Réveillez-vous Lois!"...

## Distribution

### Acteurs principaux
- Niecy Nash-Betts (VF : Virginie Emane) : Lois Tryon
- Courtney B. Vance (VF : Thierry Desroses) : Marshall Tryon
- Nicholas Chavez (VF : Alan Aubert-Carlin) : le père Charlie
- Micaela Diamond (VF : Sophie Ouaknine) : la soeur Megan Duval
- Raven Goodwin (VF : Amélia Ewu) : Merritt Tryon
- Lesley Manville (VF : Annie Le Youdec) : l'infirmière Redd

### Acteurs récurrents
- Brooke Smith (VF : Delphine Saley) : Gale Hanover
- Joshua Bitton (VF : Olivier Peissel) : Jack Cranburn
- Tessa Ferrer : Grace Finn
- Travis Kelce (VF : Laurent Blanpain) : Ed Laclan

### Acteurs invités
- Victoria Abbott (VF : Eve Reinquin) : Andrea Salana
- Kathryn Hunter : Maisie Montgomery
- Lillias White : Glorious McKall
- John Billingsley : le docteur Lehman
- Santino Fontana (VF : Stéphane Fourreau): le docteur Witticomb
- Spenser Granese : Justin Blake

 Source et légende : version française (VF) sur RS Doublage

## Production

### Développement
En février 2024, Ryan Murphy dévoile sur Instagram le nom de sa nouvelle série horrifique Grotesquerie qui sera diffusée sur FX et sur Hulu et sur Disney+ dans le monde entier. Il annonce également par la même occasion une partie du casting de cette nouvelle série. L'actrice Niecy Nash qui a déjà collaboré avec Ryan Murphy dans Monstres : l'histoire de Jeffrey Dahmer et dans Scream Queens sera de la partie ainsi que Courtney B. Vance et Lesley Manville.
En mai 2024, le footballeur américain et compagnon de la chanteuse Taylor Swift, Travis Kelce est confirmé au casting.
Le tournage de la première saison a débuté en mars 2024 et s'est terminé en août 2024.

### Fiche technique
- Titre original et français : Grotesquerie
- Création : Ryan Murphy
- Réalisation : Ryan Murphy, Max Winkler, Alexis Martin Woodall et Elegance Bratton
- Scénario : Ryan Murphy, Jon Robin Baitz et Joe Baken.
- Direction artistique :
- Décors :
- Costumes :
- Photographie :
- Montage :
- Musique : Morgan Kibby
- Casting : Nicolas Chavez, Niecy Nash, Micaela Diamond, Raven Goodwin, Lesley Manville
- Production : Ryan Murphy
  - Production exécutive : Ryan Murphy
- Société(s) de production : Ryan Murphy Television, 20th Century Fox et FXP
- Société(s) de distribution : 
  -  États-Unis : FX et Hulu
  -  Mondial : Disney+ Star
- Pays d'origine :  États-Unis
- Langue originale : anglais
- Format :
- Genre : drame
- Durée :
- Classification :
  - États-Unis : Rated R (interdit aux moins de 17 ans)
  - France : interdit aux moins de 16 ans

## Épisodes
1. Pilote (Pilot)
2. Cathos fans de true crime (True crime catholics)
3. La cuite (The Bender)
4. Coordonnées (Coordonate)
5. Brume rouge (Red Haze)
6. Césariennes bien exécutées (Good Caesarean Work)
7. Débranchée (Unplugged)
8. En rêve (In dreams)
9. L'arôme âcre du soufre (The stinging aroma of sulfur)
10. Je crois que je suis morte (I think i'm dead)